# Kate (textredigerare)
Kate (KDE Advanced Text Editor) är en textredigerare utvecklad för KDE.